# Tom et Jerry barbier de Séville
Pour plus de détails, voir Fiche technique et Distribution.

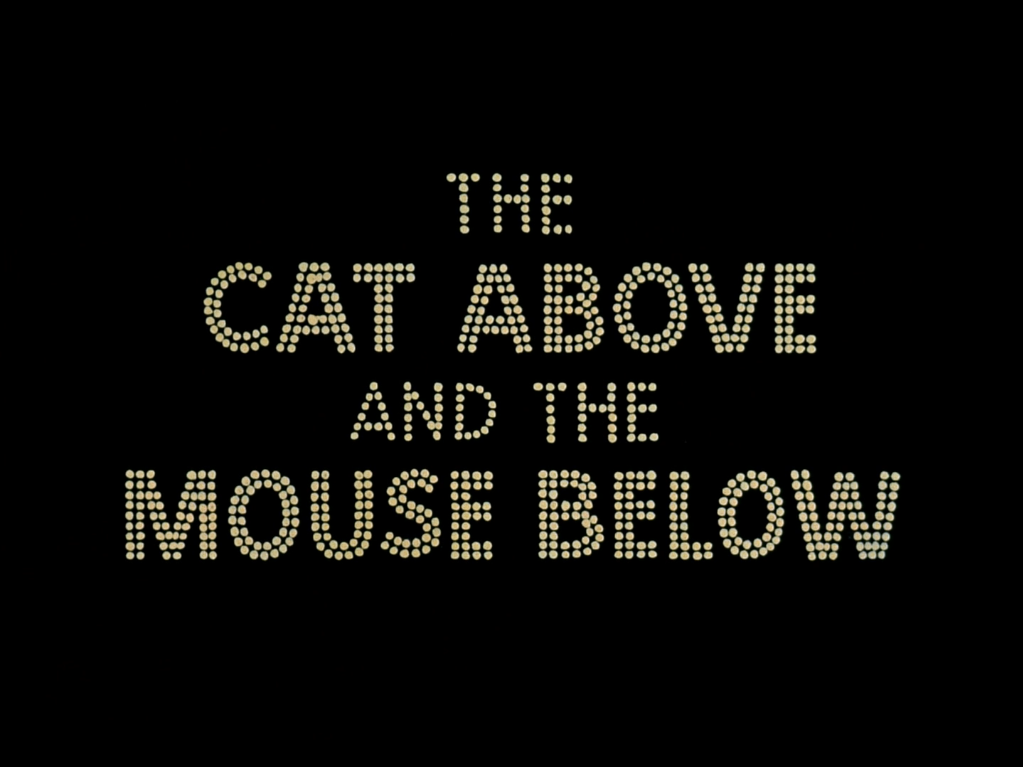

Tom et Jerry barbier de Séville (The Cat Above and the Mouse Below) est un cartoon de Tom et Jerry réalisé par Chuck Jones et Maurice Noble, produit par la Metro-Goldwyn-Mayer sorti en 1964.

## Musique
- Eugene Poddany